# Omul din Laramie
Omul din Laramie (titlul original: în engleză The Man from Laramie) este un film western american, 
realizat în 1955 de regizorul Anthony Mann, după romanul omonim al scriitorului Thomas T. Flynn, apărut inițial ca foileton în The Saturday Evening Post, protagoniști fiind actorii James Stewart, Arthur Kennedy, Donald Crisp, Jack Elam. 

## Distribuție
- James Stewart – Will Lockhart
- Arthur Kennedy – Vic Hansbro
- Donald Crisp – Alec Waggoman
- Cathy O'Donnell – Barbara Waggoman
- Alex Nicol – Dave Waggoman
- Aline MacMahon – Kate Canady
- Wallace Ford – Charley O'Leary
- Jack Elam – Chris Boldt
- John War Eagle – Frank Darrah
- James Millican – Tom Quigby
- Gregg Barton – Fritz
- Boyd Stockman – Spud Oxton
- Frank DeKova – Padre
- Eddy Waller – Dr. Selden

## Coloana sonoră
Piesa tematică The Man from Laramie, scrisă de Lester Lee și Ned Washington, a fost interpretată de un cor în genericul de deschidere ale filmului. Și cântăreții Al Martino și Jimmy Young au interpretat cântecul din film.